# Кирилов Володимир Григорович
Володимир Григорович Кирилов (12 грудня 1908, Харків — 7 серпня 2001) — радянський шахіст. 2-разовий чемпіон УРСР: 1928 і 1933. Майстер спорту СРСР (1931—1935; з 1958).

## Життєпис
Хімік-технолог за фахом. Дворазовий переможець першості Харкова 1934 та 1936 років.
Дворазовий переможець чемпіонатів України (УРСР) 1928 та 1933 років, триразовий бронзовий призер 1927 (поділ 3-5 місць), 1940 (поділ 3-4 місць) та 1946 років.
Учасник 3 фінальних турнірів чемпіонатів СРСР:
- 1929 — чвертьфінальний етап — 4 місце (у півфінал проходили перші 3 шахісти);
- 1931 — 10-12 місця (з 18);
- 1933 — 20 місце (останнє).

Згодом переселився до Ленінграда. У 1958 році зіграв унічию матч з майстром Павлом Кондратьєвим (+4, −4, =6) і повернув собі титул майстра, який раніше мав у 1931—1935 роках.
В останні роки працював з молоддю в Ленінградському Палаці піонерів, де також працювали такі відомі фахівці як Володимир Зак, Василь Бившев, Олександр Черепков. Серед його вихованців, зокрема міжнародний гросмейстер Геннадій Сосонко.

## Турнірні результати

### Чемпіонати України
Володимир Кирилов зіграв в 11-ти фінальних турнірах чемпіонатів України, набравши загалом 95½ очка зі 160 можливих.
| Рік  | Місто           | Турнір                 | + | − | =  | Результат | Місце  |
| ---- | --------------- | ---------------------- | - | - | -- | --------- | ------ |
| 1926 | Одеса           | 3-й чемпіонат України  | 3 | 4 | 4  | 5 з 11    | 8      |
| 1927 | Полтава         | 4-й чемпіонат України  | 7 | 3 | 5  | 9½ з 15   | — 5    |
| 1928 | Одеса           | 5-й чемпіонат України  | 9 | 2 | 4  | 11 з 15   | Gold   |
| 1931 | Харків          | 6-й чемпіонат України  | 3 | 3 | 5  | 5½ з 11   | 6 — 8  |
| 1933 | Харків          | 7-й чемпіонат України  | 3 | 1 | 4  | 5 з 8     | Gold   |
| 1936 | Київ            | 8-й чемпіонат України  | 3 | 1 | 13 | 9½ з 17   | 6 — 7  |
| 1937 | Київ            | 9-й чемпіонат України  | 5 | 4 | 8  | 9 з 17    | 7 — 10 |
| 1938 | Київ            | 10-й чемпіонат України | 6 | 3 | 8  | 10 з 17   | 7 — 9  |
| 1939 | Дніпропетровськ | 11-й чемпіонат України | 4 | 2 | 9  | 8½ з 15   | 6      |
| 1940 | Київ            | 12-й чемпіонат України | 5 | 1 | 11 | 10½ з 17  | Bronze |
| 1946 | Київ            | 15-й чемпіонат України |   |   |    | 12 з 17   | Bronze |

### Чемпіонати СРСР
| Рік  | Місто          | Турнір                                              | + | −  | = | Результат | Місце   |
| ---- | -------------- | --------------------------------------------------- | - | -- | - | --------- | ------- |
| 1929 | Одеса          | 6-й чемпіонат СРСР (чвертьфінальний етап, група №4) | 5 | 3  | 0 | 5 з 8     | 3 — 4   |
| 1931 | Москва         | 7-й чемпіонат СРСР                                  | 6 | 6  | 5 | 8½ з 17   | 10 — 12 |
| 1933 | Ленінград      | 8-й чемпіонат СРСР                                  | 3 | 12 | 4 | 5 з 19    | 20      |
| 1941 | Ростов-на-Дону | Півфінал 13-го чемпіонату СРСР                      | 1 | 1  | 3 | 2½ з 5    | [ 4 ]   |
| 1946 | Москва         | Півфінал 15-го чемпіонату СРСР                      | 3 | 6  | 8 | 7 з 17    | 11 — 13 |
| 1947 | Ленінград      | Півфінал 16-го чемпіонату СРСР                      | 1 | 8  | 6 | 4 з 15    | 14 — 16 |
| 1948 | Харків         | Чвертьфінал 17-го чемпіонату СРСР                   | 7 | 2  | 6 | 10 з 15   | 1       |
| 1949 | Вільнюс        | Півфінал 17-го чемпіонату СРСР                      | 6 | 6  | 5 | 8½ з 17   | 9 — 10  |
| 1951 | Свердловськ    | Півфінал 19-го чемпіонату СРСР                      | 6 | 6  | 7 | 9½ з 19   | 10 — 14 |

### Інші турніри та матчі
| Рік  | Місто       | Турнір                                                                   | +  | − | = | Результат | Місце   |
| ---- | ----------- | ------------------------------------------------------------------------ | -- | - | - | --------- | ------- |
| 1925 | Харків      | Чемпіонат Харкова                                                        | 4  | 3 | 2 | 5 з 9     | 5 — 6   |
| 1926 | Харків      | Чемпіонат Харкова                                                        | 6  | 3 | 1 | 6½ з 10   | 4       |
| 1928 | Москва      | Всесоюзний чемпіонат хіміків                                             | 6  | 1 | 4 | 8 з 11    | 2 — 3   |
|      | Харків      | Чемпіонат Харкова                                                        | 7  | 4 | 4 | 9 з 15    | 4 — 5   |
| 1929 | Харків      | Чемпіонат Харкова                                                        | 3  | 4 | 4 | 5 з 11    | 9       |
| 1930 | Харків      | Чемпіонат Харкова                                                        |    |   |   | 7½ з 11   | Bronze  |
| 1931 | Харків      | Чемпіонат Харкова                                                        | 9  | 3 | 4 | 11 з 16   | 4 — 6   |
| 1932 | Харків      | Чемпіонат Харкова                                                        | 4  | 3 | 3 | 5½ з 10   | 4 — 5   |
| 1933 | Харків      | Чемпіонат Харкова                                                        | 4  | 4 | 6 | 7 з 14    | 8       |
| 1934 | Харків      | Чемпіонат Харкова                                                        | 10 | 1 | 3 | 11½ з 14  | Gold    |
| 1936 | Харків      | Чемпіонат Харкова                                                        | 7  | 1 | 7 | 10½ з 15  | Gold    |
| 1937 | Київ        | Матч Українська РСР – Москва (проти Сергія Белавенця)                    | 0  | 1 | 1 | ½ з 2     |         |
| 1938 | Москва      | Командна першість ВЦРПС                                                  |    |   |   | з         |         |
|      | Харків      | Чемпіонат Харкова                                                        |    |   |   | 7 з 11    | — 4     |
| 1939 | Харків      | Чемпіонат Харкова                                                        |    |   |   | 9½ з 15   | — 4     |
| 1940 | Харків      | Чемпіонат Харкова                                                        |    |   |   | 8½ з 13   | Silver  |
| 1946 | Свердловськ | Всесоюзний турнір кандидатів у майстри спорту                            | 8  | 0 | 6 | 11 з 14   | Gold    |
| 1948 | Харків      | Всесоюзний турнір кандидатів у майстри спорту                            | 7  | 2 | 6 | 10 з 15   | Gold    |
| 1950 | Ленінград   | Першість Ленінграду                                                      | 2  | 6 | 5 | 4½ з 13   | 12 — 13 |
| 1958 | Ленінград   | Матч проти Павла Кондратьєва (кваліфікаційний, за звання майстра спорту) | 4  | 4 | 6 | 7 : 7     |         |
|      | Москва      | Матч Москва – Ленінград (проти Віктора Люблінського)                     |    | 1 |   |           |         |
| 1959 | Ленінград   | Спартакіада народів РРФСР                                                |    |   |   |           |         |
| 1961 | Сочі        | Першість ЦР ДСТ «Спартак»                                                | 2  | 6 | 5 | 4½ з 13   | 12 — 13 |